# تدويل وتوطين

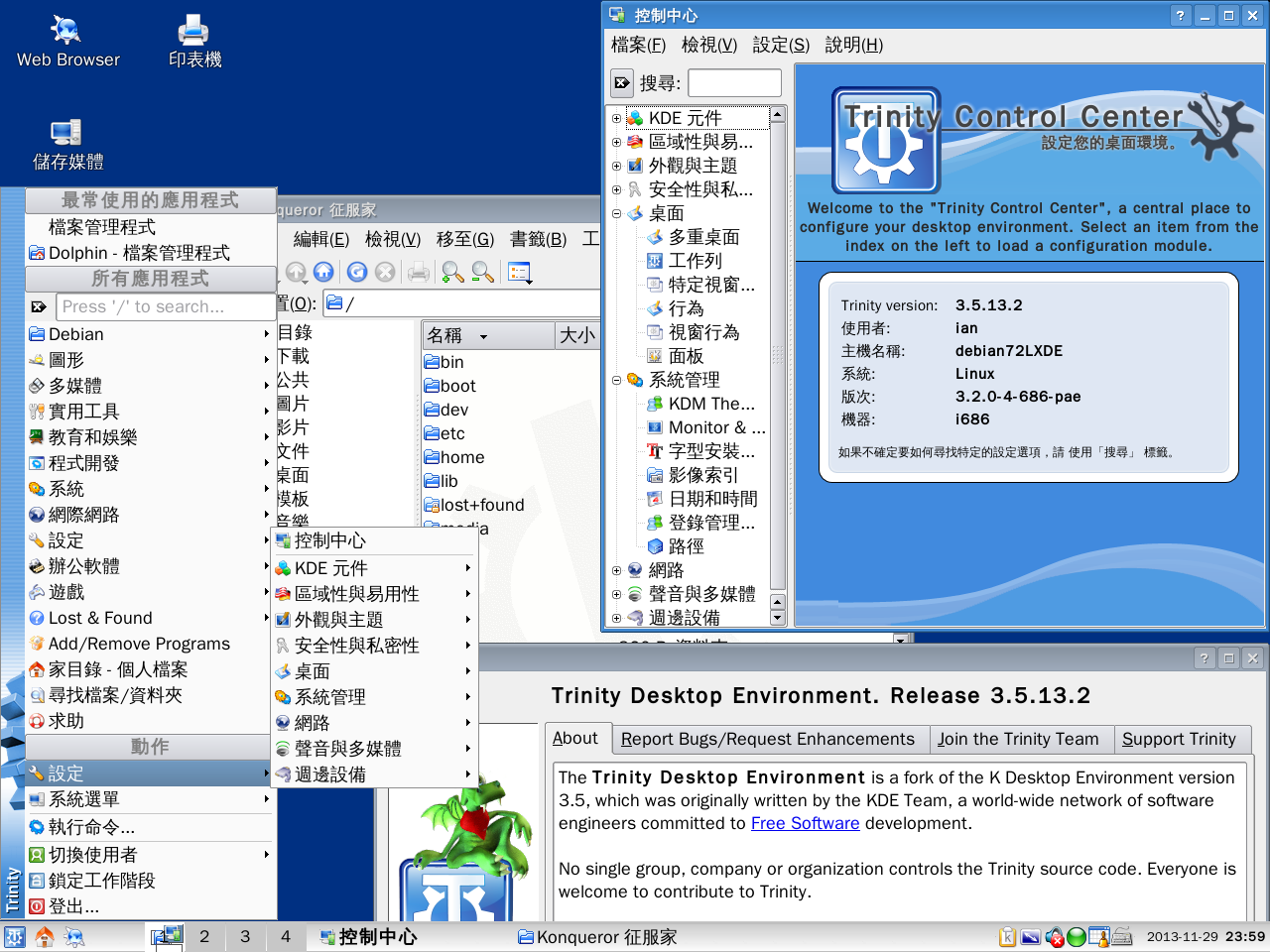
مركز التحكم

اَلتَّدْوِيلُ والتوطين (بالإنجليزية: Internationalization and localization)‏ هما الآلياتان المستخدمتان، في مجال الحوسبة، في تهيئة برامج الحاسوب لتتسع للغات المختلفة والاختلافات الناجمة باختلاف المناطق والمتطلبات الفنية لإحدى الأسواق المستهدفة. ويقصد بالتدويل عملية تصميم أحد التطبيقات البرمجية بالطريقة التي تجعله ملائمًا ومناسبًا للغات ومناطق عدة دون إجراء تغييرات هندسية. أما التطويع المحلي فهو عملية إعداد البرامج التي تم تدويلها لتتلاءم مع منطقة معينة أو لغة محددة، عن طريق إضافة مكونات الإعدادات المحلية المحددة فضلا عن ترجمة النص.